# Niscemi
Niscemi er en italiensk by (og kommune) i regionen Sicilien i Italien, med omkring 24.934(2023) indbyggere.  